# Sepruvaara
Sepruvaara är en kulle i Finland. Den ligger i Sodankylä kommun i landskapet Lappland, i den norra delen av landet, 800 km norr om huvudstaden Helsingfors. Toppen på Sepruvaara är 252 meter över havet.
Terrängen runt Sepruvaara är platt.  Trakten runt Sepruvaara är nära nog obefolkad, med mindre än två invånare per kvadratkilometer.